# De Friesland Zorgverzekeraar
De Friesland is een Nederlandse zorgverzekeraar. De Friesland is onderdeel van het Achmea-concern. 

## Geschiedenis
Het bedrijf is ontstaan uit een groep ziekenfondsen en ziekenkassen uit de vorige eeuwen. Het oudste daarvan is het zieken- en begrafenisfonds Recht door Zee dat in 1815 werd opgericht. Sinds 1990 wordt de merknaam De Friesland Zorgverzekeraar gebruikt voor de organisatie. De Friesland maakt sinds 2012 onderdeel uit van Achmea. Sinds april 2019 is de naam aangepast naar De Friesland.